# Campeonato Europeo de Baloncesto Masculino de 2009
La XXXVI edición del Campeonato europeo de baloncesto masculino, comúnmente conocido como Eurobasket, se celebró del 7 al 20 de septiembre de 2009 en distintas ciudades de Polonia. La sede principal fue la ciudad de Katowice, donde se celebró la final, que ganó la selección de España a la selección de Serbia por 85-63. Polonia fue por segunda vez el país anfitrión de este torneo, ya que acogió la edición de 1963.

## Clasificación Eurobasket 2009

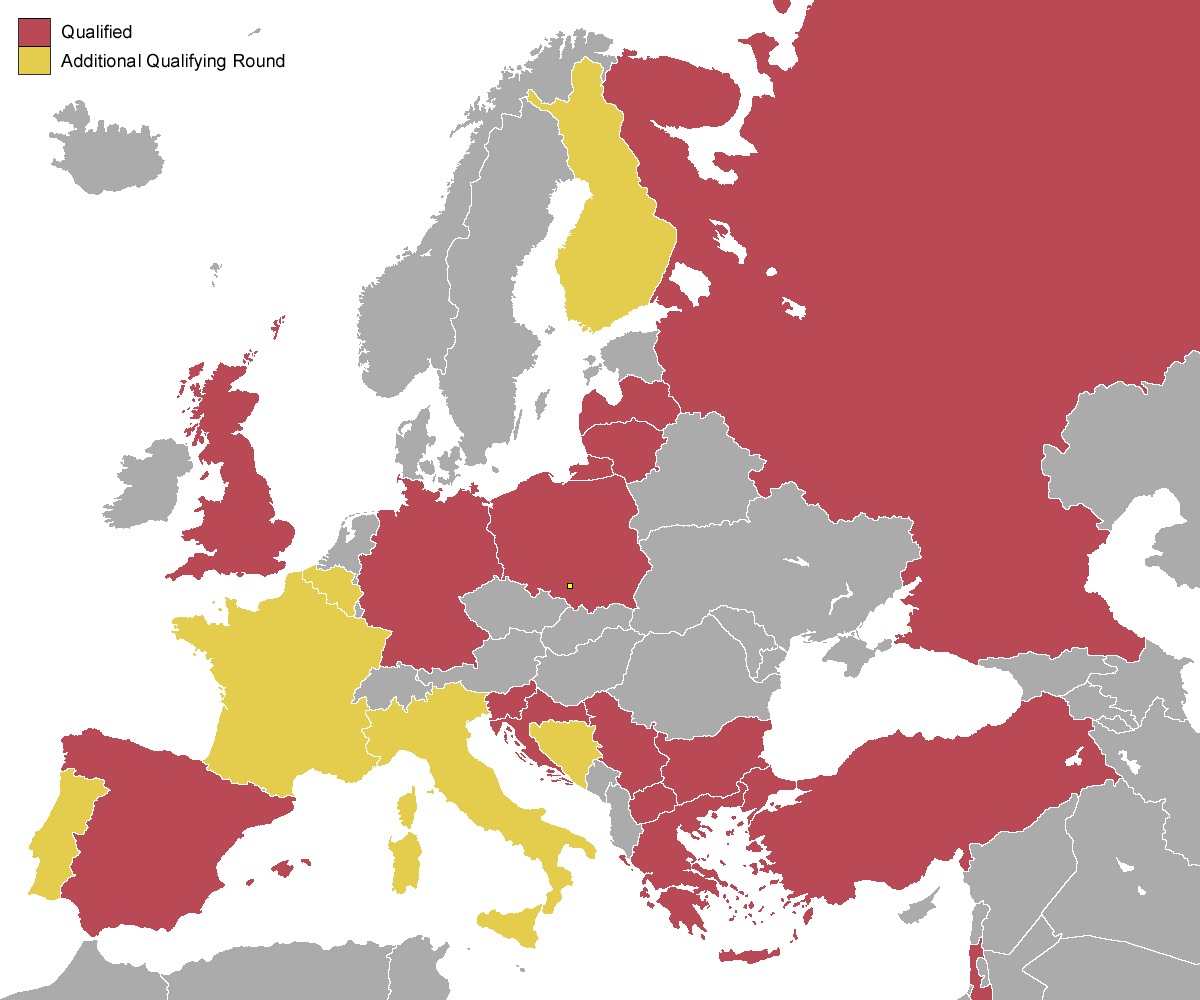
Países calificados automáticamente al EuroBasket 2009 (rojo) y calificados vía Ronda de Calificación (amarillo).

De los 16 equipos participantes 8 obtuvieron la clasificación directamente. Las otras 8 selecciones se decidieron tras dos rondas de clasificación que empezaron a disputarse en agosto de 2008. El sorteo para decidir los grupos de la primera ronda tuvo lugar el 16 de agosto de 2008 en Venecia (Italia).

### Equipos pre-clasificados[1]
- Polonia - Como país anfitrión
- Rusia, España y Lituania - Por clasificarse directamente para los Juegos Olímpicos de Pekín 2008
- Grecia, Alemania, Croacia, Eslovenia - Por clasificarse para los Juegos Olímpicos de Pekín 2008 en el preolímpico disputado en Atenas en julio de 2008

### Primera fase
Dicha fase consistió en tres grupos de cuatro equipos y uno de cinco y se desarrolló entre agosto y septiembre de 2008, otorgando plaza al campeón de cada uno de los cuatro grupos, así como a los tres mejores entre los segundos. 
| Grupo A                                  | Grupo B                                      | Grupo C                         | Grupo D                                                  |
| ---------------------------------------- | -------------------------------------------- | ------------------------------- | -------------------------------------------------------- |
| Italia Serbia Bulgaria Hungría Finlandia | Macedonia del Norte Estonia Letonia Portugal | Ucrania Turquía Francia Bélgica | Israel República Checa Bosnia y Herzegovina Gran Bretaña |

(*) Clasificados en negrita

### Fase de repesca
El 8 de noviembre de 2008 tuvo lugar el sorteo para determinar los dos grupos de la fase de repesca que otorgará una última plaza así como los grupos del Eurobasket. 
Esta fase tuvo lugar del 5 al 30 de agosto de 2009 y en ella participaron el peor de los segundos clasificados de la fase anterior, los terceros y el mejor entre los que acabaron cuarto. Francia se proclamó campeona de la fase de repesca y se clasificó para la fase final del Europeo.
| Grupo A                               | Grupo B                  |
| ------------------------------------- | ------------------------ |
| Portugal Bosnia y Herzegovina Bélgica | Italia Francia Finlandia |

## Campeonato

### Pabellones

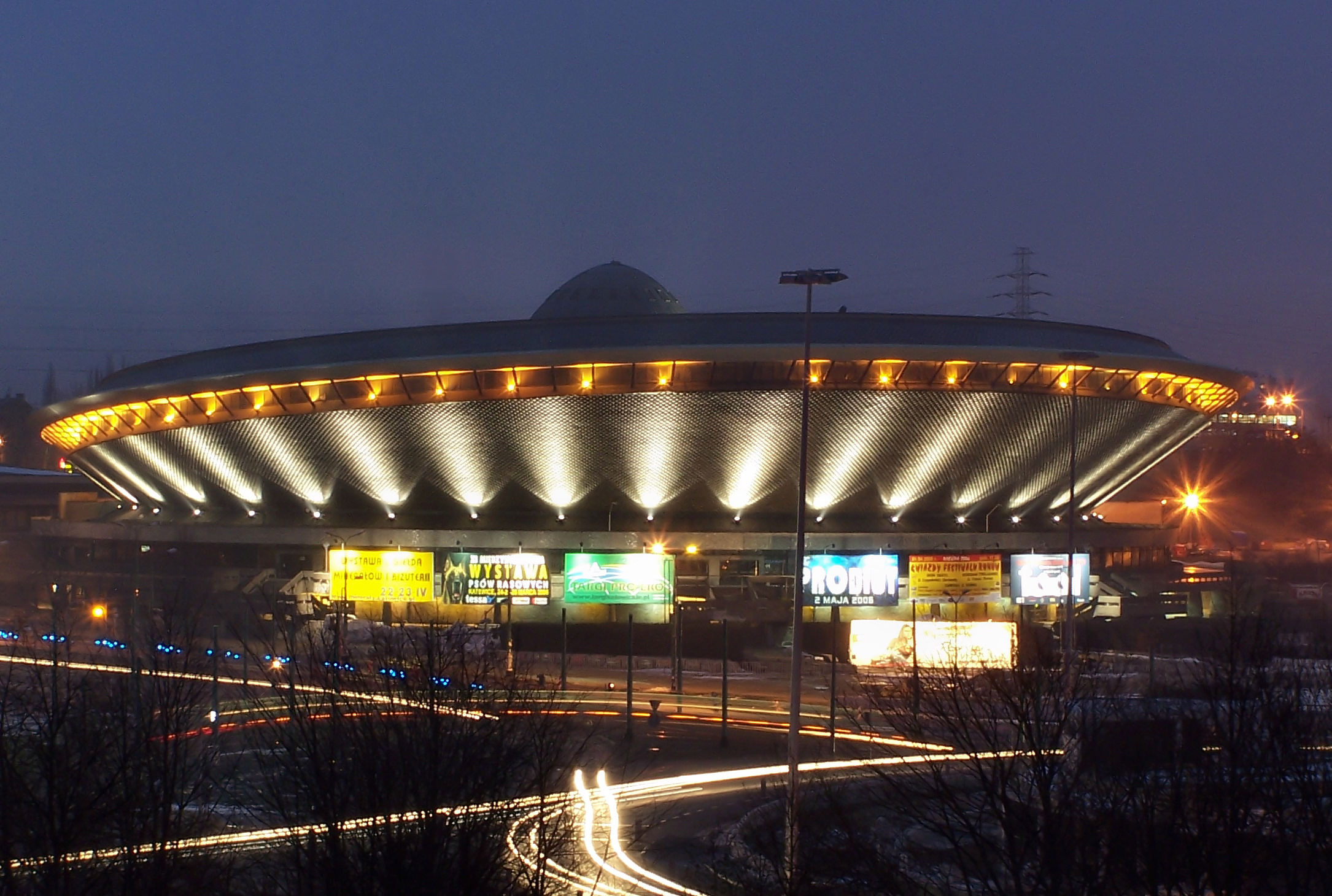
Spodek, pabellón en el que se disputó la fase final.

| Ciudad    | Pabellón        | Aforo  | Fase de la competición |
| --------- | --------------- | ------ | ---------------------- |
| Bydgoszcz | Łuczniczka      | 8.000  | Segunda fase de grupos |
| Poznań    | Hala Arena      | 4.200  | Primera fase de grupos |
| Katowice  | Spodek          | 11.500 | Fase final             |
| Łódź      | Łódź Arena      | 13.400 | Segunda fase de grupos |
| Gdańsk    | Hala Olivia     | 5.500  | Primera fase de grupos |
| Varsovia  | Torwar Hall     | 4.838  | Primera fase de grupos |
| Breslavia | Centennial Hall | 6.000  | Primera fase de grupos |

### Grupos
| Grupo A             | Grupo B  | Grupo C      | Grupo D  |
| ------------------- | -------- | ------------ | -------- |
| Grecia              | Rusia    | España       | Lituania |
| Croacia             | Alemania | Serbia       | Turquía  |
| Macedonia del Norte | Letonia  | Eslovenia    | Polonia  |
| Israel              | Francia  | Gran Bretaña | Bulgaria |

## Fase de grupos

### Grupo A
| Equipo              | J | G | P | T+  | T-  | DT  | PTS |
| ------------------- | - | - | - | --- | --- | --- | --- |
| Grecia              | 3 | 3 | 0 | 268 | 202 | +66 | 6   |
| Croacia             | 3 | 2 | 1 | 235 | 226 | +9  | 5   |
| Macedonia del Norte | 3 | 1 | 2 | 207 | 246 | -39 | 4   |
| Israel              | 3 | 0 | 3 | 238 | 274 | -36 | 3   |

#### Resultados
| 7 de septiembre, 16:30 | Macedonia del Norte                          | 54–86                                | Grecia                                           | |  |
| 16:30                  | Parciales: 13–28, 15–24, 9–17, 17–17         | Parciales: 13–28, 15–24, 9–17, 17–17 | Parciales: 13–28, 15–24, 9–17, 17–17             | |  |
|                        | Estadísticas Massey 12 Gečevski 6 Stefanov 4 | Reporte Pts Reb Asts                 | Estadísticas Spanoulis 17 Bourousis 8 Calathes 5 | Asistencia: 1,900 espectadores Árbitros: Ivo Dolinek (CZE), Ilija Belošević (SRB), Jakub Zamojski (POL) |  |

| 7 de septiembre, 19:15 | Croacia                                             | 86–79                                 | Israel                                       | |  |
| 19:15                  | Parciales: 25–17, 17–20, 17–22, 27–20               | Parciales: 25–17, 17–20, 17–22, 27–20 | Parciales: 25–17, 17–20, 17–22, 27–20        | |  |
|                        | Estadísticas Vujčić 21 Kasun, Planinić 7 Planinić 3 | Reporte Pts Reb Asts                  | Estadísticas Eliyahu 31 Eliyahu 6 Halperin 4 | Asistencia: 1,600 espectadores Árbitros: Daniel Hierrezuelo (ESP), Zoran Šutulović (MNE), Dimitar Gologanov (BUL) |  |

| 8 de septiembre, 16:30 | Israel                                               | 79–82                                 | Macedonia del Norte                         | |  |
| 16:30                  | Parciales: 19–17, 20–23, 16–20, 24–22                | Parciales: 19–17, 20–23, 16–20, 24–22 | Parciales: 19–17, 20–23, 16–20, 24–22       | |  |
|                        | Estadísticas Burstein 25 Mekel 7 Burstein, Eliyahu 4 | Reporte Pts Reb Asts                  | Estadísticas Antić 19 Stefanov 8 Stefanov 4 | Asistencia: 1,600 espectadores Árbitros: Ilija Belošević (SRB), Daniel Hierrezuelo (ESP), Matej Boltauzer (SLO) |  |

| 8 de septiembre, 19:15 | Grecia                                            | 76–68                                 | Croacia                                 | |  |
| 19:15                  | Parciales: 20–15, 32–16, 13–16, 11–21             | Parciales: 20–15, 32–16, 13–16, 11–21 | Parciales: 20–15, 32–16, 13–16, 11–21   | |  |
|                        | Estadísticas Bourousis 19 Bourousis 8 Spanoulis 3 | Reporte Pts Reb Asts                  | Estadísticas Ukić 15 Banić 7 Planinić 5 | Asistencia: 2,500 espectadores Árbitros: Zoran Šutulović (MNE), Ivo Dolinek (CZE), Dimitar Gologanov (BUL) |  |

| 9 de septiembre, 16:30 | Macedonia del Norte                                                   | 71–81                                 | Croacia                                   | |  |
| 16:30                  | Parciales: 26–20, 22–14, 13–22, 10–25                                 | Parciales: 26–20, 22–14, 13–22, 10–25 | Parciales: 26–20, 22–14, 13–22, 10–25     | |  |
|                        | Estadísticas Stefanov, Sokolov, Massey 12 Antić, Massey 10 Stefanov 5 | Reporte Pts Reb Asts                  | Estadísticas Vujčić 12 Rozić 6 Planinić 7 | Asistencia: 2,500 espectadores Árbitros: Ivo Dolinek (CZE), Daniel Hierrezuelo (ESP), Matej Boltauzer (SLO) |  |

| 9 de septiembre, 19:15 | Israel                                             | 80–106                                | Grecia                                         | |  |
| 19:15                  | Parciales: 25–31, 17–25, 23–23, 15–27              | Parciales: 25–31, 17–25, 23–23, 15–27 | Parciales: 25–31, 17–25, 23–23, 15–27          | |  |
|                        | Estadísticas Eliyahu 21 Green, Eliyahu 8 Eliyahu 4 | Reporte Pts Reb Asts                  | Estadísticas Spanoulis 18 Koufos 8 Spanoulis 5 | Asistencia: 1,200 espectadores Árbitros: Ilija Belošević (SRB), Zoran Šutulović (MNE), Jakub Zamojski (POL) |  |

### Grupo B
| Equipo   | J | G | P | T+  | T-  | DT  | PTS |
| -------- | - | - | - | --- | --- | --- | --- |
| Francia  | 3 | 3 | 0 | 199 | 180 | +19 | 6   |
| Rusia    | 3 | 1 | 2 | 218 | 213 | +5  | 4   |
| Alemania | 3 | 1 | 2 | 203 | 211 | -8  | 4   |
| Letonia  | 3 | 1 | 2 | 187 | 203 | -16 | 4   |

- Resultados

| Septiembre 7 | Rusia                                     | 81–68                                 | Letonia                                      | |  |
| 16:30        | Parciales: 28–21, 11–15, 19–16, 23–16     | Parciales: 28–21, 11–15, 19–16, 23–16 | Parciales: 28–21, 11–15, 19–16, 23–16        | |  |
|              | Estadísticas McCarty 24 McCarty 9 Monia 5 | Report Pts Reb Asts                   | Estadísticas Kambala 22 Biedriņš 6 Valters 5 | Pabellón: Hala Olivia, Gdańsk Asistencia: 4,000 espectadores Árbitros: Juan Arteaga (ESP), Roger Harrison (ENG), Damir Javor (SLO) |  |

| Septiembre 7 | Francia                                   | 70–65                                 | Alemania                                      | |  |
| 19:15        | Parciales: 14–17, 19–20, 17–11, 20–17     | Parciales: 14–17, 19–20, 17–11, 20–17 | Parciales: 14–17, 19–20, 17–11, 20–17         | |  |
|              | Estadísticas Parker 19 Turiaf 14 Parker 4 | Report Pts Reb Asts                   | Estadísticas Schultze 13 Femerling 8 Hamann 5 | Pabellón: Hala Olivia, Gdańsk Asistencia: 3,000 espectadores Árbitros: Milivoje Jovčić (SRB), Marek Ćmikiewicz (POL), Engin Kennerman (TUR) |  |

| Septiembre 8 | Alemania                                              | 76–73                                 | Rusia                                                 | |  |
| 16:30        | Parciales: 26–12, 19–19, 15–19, 16–23                 | Parciales: 26–12, 19–19, 15–19, 16–23 | Parciales: 26–12, 19–19, 15–19, 16–23                 | |  |
|              | Estadísticas Jagla 19 Jagla 11 Hamann, Schaffartzik 4 | Report Pts Reb Asts                   | Estadísticas McCarty, Ponkrashov 12 McCarty 6 Bykov 3 | Pabellón: Hala Olivia, Gdańsk Asistencia: 3,000 espectadores Árbitros: Milivoje Jovčić (SRB), Damir Javor (SLO), Engin Kennerman (TUR) |  |

| Septiembre 8 | Letonia                                       | 51–60                               | Francia                               | |  |
| 19:15        | Parciales: 8–13, 13–3, 16–25, 14–19           | Parciales: 8–13, 13–3, 16–25, 14–19 | Parciales: 8–13, 13–3, 16–25, 14–19   | |  |
|              | Estadísticas Kambala 18 Biedriņš 20 Valters 3 | Report Pts Reb Asts                 | Estadísticas Parker 22 Batum 8 Diaw 5 | Pabellón: Hala Olivia, Gdańsk Asistencia: 4,700 espectadores Árbitros: Juan Arteaga (ESP), Marek Ćmikiewicz (POL), Tomas Jasevičius (LTU) |  |

| Septiembre 9 | Rusia                                         | 64–69                                 | Francia                               | |  |
| 16:30        | Parciales: 17–15, 18–19, 16–18, 13–17         | Parciales: 17–15, 18–19, 16–18, 13–17 | Parciales: 17–15, 18–19, 16–18, 13–17 | |  |
|              | Estadísticas McCarty 13 Mozgov 5 Ponkrashov 8 | Report Pts Reb Asts                   | Estadísticas Diaw 19 Turiaf 14 Diaw 7 | Pabellón: Hala Olivia, Gdańsk Asistencia: 3,000 espectadores Árbitros: Juan Arteaga (ESP), Milivoje Jovčić (SRB), Roger Harrison (ENG) |  |

| Septiembre 9 | Alemania                                      | 62–68                                 | Letonia                                          | |  |
| 19:15        | Parciales: 13–14, 16–23, 13–14, 20–17         | Parciales: 13–14, 16–23, 13–14, 20–17 | Parciales: 13–14, 16–23, 13–14, 20–17            | |  |
|              | Estadísticas Greene 16 Jagla 7 Schaffartzik 5 | Report Pts Reb Asts                   | Estadísticas Janičenoks 14 Biedriņš 9 Helmanis 5 | Pabellón: Hala Olivia, Gdańsk Asistencia: 4,000 espectadores Árbitros: Marek Ćmikiewicz (POL), Tomas Jasevičius (LTU), Damir Javor (SLO) |  |

### Grupo C
| Equipo       | J | G | P | T+  | T-  | DT  | PTS |
| ------------ | - | - | - | --- | --- | --- | --- |
| Eslovenia    | 3 | 2 | 1 | 236 | 218 | +18 | 5   |
| Serbia       | 3 | 2 | 1 | 212 | 196 | +16 | 5   |
| España       | 3 | 2 | 1 | 231 | 226 | +5  | 5   |
| Gran Bretaña | 3 | 0 | 3 | 194 | 233 | -39 | 3   |

- Resultados(l)

| Septiembre 7 | Gran Bretaña                                            | 59–72                                 | Eslovenia                                              | |  |
| 18:15        | Parciales: 15–27, 20–10, 12–14, 12–21                   | Parciales: 15–27, 20–10, 12–14, 12–21 | Parciales: 15–27, 20–10, 12–14, 12–21                  | |  |
|              | Estadísticas Mensah-Bonsu 18 Mensah-Bonsu 6 Archibald 5 | Report Pts Reb Asts                   | Estadísticas E. Lorbek 19 Nachbar, Lakovič 6 Lakovič 6 | Pabellón: Hala Torwar, Varsovia Asistencia: 3,054 espectadores Árbitros: Lazaros Voreadis (GRE), David Chambon (FRA), Borys Ryzhyk (UKR) |  |

| Septiembre 7 | Serbia                                         | 66–57                                 | España                                            | |  |
| 21:00        | Parciales: 15–12, 23–11, 18–14, 10–20          | Parciales: 15–12, 23–11, 18–14, 10–20 | Parciales: 15–12, 23–11, 18–14, 10–20             | |  |
|              | Estadísticas Krstić 17 Veličković 8 Teodosić 3 | Report Pts Reb Asts                   | Estadísticas Navarro 14 M. Gasol 9 López, Rubio 3 | Pabellón: Hala Torwar, Varsovia Asistencia: 3,600 espectadores Árbitros: Romualdas Brazauskas (LTU), Robert Lottermoser (GER), Oļegs Latiševs (LAT) |  |

| Septiembre 8 | Eslovenia                                     | 80–69                                 | Serbia                                               | |  |
| 18:15        | Parciales: 22–15, 17–14, 21–15, 20–25         | Parciales: 22–15, 17–14, 21–15, 20–25 | Parciales: 22–15, 17–14, 21–15, 20–25                | |  |
|              | Estadísticas Nachbar 17 Nachbar 9 E. Lorbek 4 | Report Pts Reb Asts                   | Estadísticas Teodosić 14 Tepić, Bjelica 5 Teodosić 6 | Pabellón: Hala Torwar, Varsovia Asistencia: 4,208 espectadores Árbitros: Romualdas Brazauskas (LTU), Lazaros Voreadis (GRE), Sergey Mikhaylov (RUS) |  |

| Septiembre 8 | España                                       | 84–76                                 | Gran Bretaña                          | |  |
| 21:00        | Parciales: 25–15, 19–20, 22–21, 18–20        | Parciales: 25–15, 19–20, 22–21, 18–20 | Parciales: 25–15, 19–20, 22–21, 18–20 | |  |
|              | Estadísticas P. Gasol 27 P. Gasol 11 Rubio 6 | Report Pts Reb Asts                   | Estadísticas Hart 15 Hart 8 Hart 3    | Pabellón: Hala Torwar, Varsovia Asistencia: 2,300 espectadores Árbitros: Robert Lottermoser (GER), David Chambon (FRA), Borys Ryzhyk (UKR) |  |

| Septiembre 9 | España                                                          | 90–84                                              | Eslovenia                                          | |  |
| 18:15        | Parciales: 18–20, 25–15, 19–14, 16–29 (T.E.: 12–6)              | Parciales: 18–20, 25–15, 19–14, 16–29 (T.E.: 12–6) | Parciales: 18–20, 25–15, 19–14, 16–29 (T.E.: 12–6) | |  |
|              | Estadísticas Navarro 21 P. Gasol 9 Navarro, P. Gasol, Cabezas 3 | Report Pts Reb Asts                                | Estadísticas Dragić 19 E. Lorbek 10 Lakovič 3      | Pabellón: Hala Torwar, Varsovia Asistencia: 3,471 espectadores Árbitros: Romualdas Brazauskas (LTU), David Chambon (FRA), Oļegs Latiševs (LAT) |  |

| Septiembre 9 | Gran Bretaña                                    | 59–77                                 | Serbia                                             | |  |
| 21:15        | Parciales: 12–21, 17–18, 15–19, 15–19           | Parciales: 12–21, 17–18, 15–19, 15–19 | Parciales: 12–21, 17–18, 15–19, 15–19              | |  |
|              | Estadísticas Reinking 21 Archibald 7 Sullivan 3 | Report Pts Reb Asts                   | Estadísticas Krstić, Tepić 17 Bjelica 8 Teodosić 4 | Pabellón: Hala Torwar, Varsovia Asistencia: 1,863 espectadores Árbitros: Lazaros Voreadis (GRE), Robert Lottermoser, (GER), Sergey Mikhaylov (RUS) |  |

### Grupo D
| Equipo   | J | G | P | T+  | T-  | DT  | PTS |
| -------- | - | - | - | --- | --- | --- | --- |
| Turquía  | 3 | 3 | 0 | 265 | 211 | +54 | 6   |
| Polonia  | 3 | 2 | 1 | 245 | 240 | +5  | 5   |
| Lituania | 3 | 1 | 2 | 235 | 239 | -4  | 4   |
| Bulgaria | 3 | 0 | 3 | 213 | 268 | -55 | 3   |

- Resultados

| Fecha    | Hora² | Partido¹ | Partido¹ | Partido¹ | Resultado |
| -------- | ----- | -------- | -------- | -------- | --------- |
| 07.09.09 | 18:15 | Polonia  | -        | Bulgaria | 90-78     |
| 07.09.09 | 21:15 | Turquía  | -        | Lituania | 84-76     |
| 08.09.09 | 18:15 | Lituania | -        | Polonia  | 75-86     |
| 08.09.09 | 21:15 | Bulgaria | -        | Turquía  | 66-94     |
| 09.09.09 | 18:15 | Polonia  | -        | Turquía  | 69-87     |
| 09.09.09 | 21:15 | Lituania | -        | Bulgaria | 84-69     |

## Segunda fase
Clasifican los tres mejores equipos de cada grupo y se distribuyen en dos grupo, el E con los tres primeros de los grupos A y B y el F con los tres primeros de los grupos C y D. Cada equipo inicia esta segunda fase con los puntos que consiguieron en la primera fase, exceptuando los puntos obtenidos en el partido con el equipo eliminado.

### Grupo E
| Equipo              | J | G | P | T+  | T-  | DT  | PTS |
| ------------------- | - | - | - | --- | --- | --- | --- |
| Francia             | 5 | 5 | 0 | 380 | 334 | +46 | 10  |
| Rusia               | 5 | 3 | 2 | 338 | 338 | 0   | 8   |
| Grecia              | 5 | 3 | 2 | 380 | 337 | +43 | 8   |
| Croacia             | 5 | 2 | 3 | 357 | 364 | -7  | 7   |
| Macedonia del Norte | 5 | 1 | 4 | 337 | 396 | -59 | 6   |
| Alemania            | 5 | 1 | 4 | 360 | 383 | -23 | 6   |

- Resultados

| Fecha    | Hora² | Partido¹            | Partido¹ | Partido¹            | Resultado |
| -------- | ----- | ------------------- | -------- | ------------------- | --------- |
| 11.09.09 | 15:45 | Rusia               | -        | Croacia             | 62-59     |
| 11.09.09 | 18:15 | Alemania            | -        | Grecia              | 76-84     |
| 11.09.09 | 21:00 | Francia             | -        | Macedonia del Norte | 83-57     |
| 13.09.09 | 15:45 | Macedonia del Norte | -        | Alemania            | 86-75     |
| 13.09.09 | 18:45 | Grecia              | -        | Rusia               | 65-68     |
| 13.09.09 | 21:00 | Croacia             | -        | Francia             | 79-87     |
| 15.09.09 | 15:45 | Rusia               | -        | Macedonia del Norte | 71-69     |
| 16.09.09 | 18:45 | Francia             | -        | Grecia              | 71-69     |
| 15.09.09 | 21:00 | Alemania            | -        | Croacia             | 68-70     |

### Grupo F
| Equipo    | J | G | P | T+  | T-  | DT  | PTS |
| --------- | - | - | - | --- | --- | --- | --- |
| Eslovenia | 5 | 4 | 1 | 390 | 344 | +46 | 9   |
| Turquía   | 5 | 4 | 1 | 370 | 338 | +32 | 9   |
| Serbia    | 5 | 3 | 2 | 365 | 357 | +8  | 8   |
| España    | 5 | 3 | 2 | 381 | 351 | +30 | 8   |
| Polonia   | 5 | 1 | 4 | 355 | 405 | -50 | 6   |
| Lituania  | 5 | 0 | 5 | 358 | 424 | -66 | 5   |

- Resultados

| Septiembre 12 | Turquía                                           | 63–60                                 | España                                                          | |  |
| 15:45         | Parciales: 20–22, 16–12, 13–14, 14–12             | Parciales: 20–22, 16–12, 13–14, 14–12 | Parciales: 20–22, 16–12, 13–14, 14–12                           | |  |
|               | Estadísticas Ersan Ilyasova 15 Erden 6 Türkoğlu 3 | Report Pts Reb Asts                   | Estadísticas P. Gasol, Fernández 16 P. Gasol 9 Navarro, Rubio 3 | Pabellón: Atlas Arena, Łódź Asistencia: 8,200 espectadores Árbitros: Shmuel Bachar (ISR), Sreten Radović (CRO), Robert Lottermoser (GER) |  |

| Septiembre 12 | Polonia                                           | 72–77                                 | Serbia                                     | |  |
| 18:15         | Parciales: 22–23, 14–20, 17–19, 19–15             | Parciales: 22–23, 14–20, 17–19, 19–15 | Parciales: 22–23, 14–20, 17–19, 19–15      | |  |
|               | Estadísticas Koszarek, Gortat 16 Gortat 9 Logan 6 | Report Pts Reb Asts                   | Estadísticas Krstić 18 Krstić 8 Teodosić 4 | Pabellón: Atlas Arena, Łódź Asistencia: 10,100 espectadores Árbitros: Christos Christodoulou (GRE), Guerrino Cerebuch (ITA), Fernando Rocha (POR) |  |

| Septiembre 12 | Lituania                                           | 58–81                                | Eslovenia                                     | |  |
| 21:00         | Parciales: 18–28, 8–15, 13–19, 19–19               | Parciales: 18–28, 8–15, 13–19, 19–19 | Parciales: 18–28, 8–15, 13–19, 19–19          | |  |
|               | Estadísticas Kalnietis 15 K. Lavrinovič 7 Kleiza 3 | Report Pts Reb Asts                  | Estadísticas Lakovič 24 E. Lorbek 8 Golemac 5 | Pabellón: Atlas Arena, Łódź Asistencia: 7,700 espectadores Árbitros: Zoran Šutulović (MNE), Lazaros Voreadis (GRE), Oļegs Latiševs (LAT) |  |

| Septiembre 14 | España                                      | 84–70                                | Lituania                                                  | |  |
| 15:45         | Parciales: 15–24, 25–8, 24–11, 20–27        | Parciales: 15–24, 25–8, 24–11, 20–27 | Parciales: 15–24, 25–8, 24–11, 20–27                      | |  |
|               | Estadísticas P. Gasol 19 P. Gasol 8 Rubio 9 | Report Pts Reb Asts                  | Estadísticas Petravičius 13 Petravičius 8 Delininkaitis 5 | Pabellón: Atlas Arena, Łódź Asistencia: 7,050 espectadores Árbitros: Sreten Radović (CRO), Zoran Šutulović (MNE), Ademir Zurapović (BIH) |  |

| Septiembre 14 | Eslovenia                                       | 76–60                                 | Polonia                                              | |  |
| 18:15         | Parciales: 11–17, 20–12, 22–11, 23–20           | Parciales: 11–17, 20–12, 22–11, 23–20 | Parciales: 11–17, 20–12, 22–11, 23–20                | |  |
|               | Estadísticas E. Lorbek 20 E. Lorbek 9 Lakovič 6 | Report Pts Reb Asts                   | Estadísticas Szewczyk, Logan 15 Gortat 10 Koszarek 4 | Pabellón: Atlas Arena, Łódź Asistencia: 8,100 espectadores Árbitros: Shmuel Bachar (ISR), David Chambon (FRA), Aleksandar Milojevik (MKD) |  |

| Septiembre 14 | Serbia                                           | 64–69                                            | Turquía                                                    | |  |
| 21:00         | Parciales: 18–20, 15–16, 19–19, 12–9 (T.E.: 0–5) | Parciales: 18–20, 15–16, 19–19, 12–9 (T.E.: 0–5) | Parciales: 18–20, 15–16, 19–19, 12–9 (T.E.: 0–5)           | |  |
|               | Estadísticas Teodosić 16 Bjelica 8 Teodosić 8    | Report Pts Reb Asts                              | Estadísticas Ersan Ilyasova 22 Ersan Ilyasova 11 Tunçeri 7 | Pabellón: Atlas Arena, Łódź Asistencia: 5,900 espectadores Árbitros: Guerrino Cerebuch (ITA), Lazaros Voreadis (GRE), Sergey Mikhaylov (RUS) |  |

| Septiembre 16 | Lituania                                                 | 79–89                                 | Serbia                                         | |  |
| 15:45         | Parciales: 19–23, 18–18, 24–22, 18–26                    | Parciales: 19–23, 18–18, 24–22, 18–26 | Parciales: 19–23, 18–18, 24–22, 18–26          | |  |
|               | Estadísticas Mačiulis 20 D. Lavrinovič 8 Delininkaitis 4 | Report Pts Reb Asts                   | Estadísticas Teodosić 20 Bjelica 8 Teodosić 12 | Pabellón: Atlas Arena, Łódź Asistencia: 4,200 espectadores Árbitros: Christos Christodoulou (GRE), Fernando Rocha (POR), David Chambon (FRA) |  |

| Septiembre 16 | Polonia                                    | 68–90                                 | España                                            | |  |
| 18:15         | Parciales: 14–23, 12–19, 20–29, 22–19      | Parciales: 14–23, 12–19, 20–29, 22–19 | Parciales: 14–23, 12–19, 20–29, 22–19             | |  |
|               | Estadísticas Logan 20 Gortat 12 Koszarek 7 | Report Pts Reb Asts                   | Estadísticas Navarro 23 Reyes, M. Gasol 7 Rubio 4 | Pabellón: Atlas Arena, Łódź Asistencia: 8,300 espectadores Árbitros: Lazaros Voreadis (GRE), Shmuel Bachar (ISR), Oļegs Latiševs (LAT) |  |

| Septiembre 16 | Turquía                                                          | 67–69                                 | Eslovenia                                       | |  |
| 21:00         | Parciales: 15–24, 17–15, 20–18, 15–12                            | Parciales: 15–24, 17–15, 20–18, 15–12 | Parciales: 15–24, 17–15, 20–18, 15–12           | |  |
|               | Estadísticas Ersan Ilyasova 16 Ersan Ilyasova 7 Ersan Ilyasova 4 | Report Pts Reb Asts                   | Estadísticas Nachbar 16 E. Lorbek 6 E. Lorbek 5 | Pabellón: Atlas Arena, Łódź Asistencia: 3,900 espectadores Árbitros: Zoran Šutulović (MNE), Borys Ryzhyk (UKR), Robert Lottermoser (GER) |  |

## Fase final
|  | Cuartos de final | Cuartos de final |        |           | Semifinales            | Semifinales            |  |  | Final | Final |
|  |                  |                  |        |           |                        |                        |  |  |       |       |
|  |                  |                  |        |           |                        |                        |  |  |       |       |
|  |                  |                  |        |           |                        |                        |  |  |       |       |
|  | Francia          | 66               |        |           |                        |                        |  |  |       |       |
|  | Francia          | 66               |        |           |                        |                        |  |  |       |       |
|  | España           | 86               |        |           |                        |                        |  |  |       |       |
|  | España           | 86               | España | 82        |                        |                        |  |  |       |       |
|  |                  |                  | España | 82        |                        |                        |  |  |       |       |
|  |                  | Grecia           | 64     |           |                        |                        |  |  |       |       |
|  | Turquía          | Grecia           | 64     | 74        |                        |                        |  |  |       |       |
|  | Turquía          |                  |        | 74        |                        |                        |  |  |       |       |
|  | Grecia           | 76               |        |           |                        |                        |  |  |       |       |
|  | Grecia           | 76               | España | 85        |                        |                        |  |  |       |       |
|  |                  |                  | España | 85        |                        |                        |  |  |       |       |
|  |                  | Serbia           | 63     |           |                        |                        |  |  |       |       |
|  | Rusia            | Serbia           | 63     | 68        |                        |                        |  |  |       |       |
|  | Rusia            |                  |        | 68        |                        |                        |  |  |       |       |
|  | Serbia           | 79               |        |           |                        |                        |  |  |       |       |
|  | Serbia           | 79               | Serbia | 96        | Tercer y cuarto puesto | Tercer y cuarto puesto |  |  |       |       |
|  |                  |                  | Serbia | 96        | Tercer y cuarto puesto | Tercer y cuarto puesto |  |  |       |       |
|  |                  | Eslovenia        | 92     |           |                        |                        |  |  |       |       |
|  | Eslovenia        | Eslovenia        | 92     | 67        | Grecia                 | 57                     |  |  |       |       |
|  | Eslovenia        |                  |        | 67        | Grecia                 | 57                     |  |  |       |       |
|  | Croacia          | 65               |        | Eslovenia | 56                     |                        |  |  |       |       |
|  | Croacia          | 65               |        |           | 56                     |                        |  |  |       |       |
|  |                  |                  |        |           |                        |                        |  |  |       |       |
|  |                  |                  |        |           |                        |                        |  |  |       |       |

### Cuartos de final
| Septiembre 17 | Rusia                                         | 68–79                                | Serbia                                                           | |  |
| 18:15         | Parciales: 24–21, 4–20, 15–13, 25–25          | Parciales: 24–21, 4–20, 15–13, 25–25 | Parciales: 24–21, 4–20, 15–13, 25–25                             | |  |
|               | Estadísticas Fridzon 15 Mozgov 6 Ponkrashov 4 | Report Pts Reb Asts                  | Estadísticas Tripković 18 Veličković, Paunić, Bjelica 5 Teodosić | Pabellón: Spodek, Katowice Asistencia: 4,000 espectadores Árbitros: Juan Arteaga (ESP), Christos Christodoulou (GRE), Ivo Dolinek (CZE) |  |

| Septiembre 17 | Francia                                | 66–86                                 | España                                               | |  |
| 21:00         | Parciales: 15–25, 17–22, 20–26, 14–13  | Parciales: 15–25, 17–22, 20–26, 14–13 | Parciales: 15–25, 17–22, 20–26, 14–13                | |  |
|               | Estadísticas Turiaf 12 Diaw 6 Parker 3 | Report Pts Reb Asts                   | Estadísticas P. Gasol 28 P. Gasol 9 Navarro, Rubio 4 | Pabellón: Spodek, Katowice Asistencia: 6,000 espectadores Árbitros: Ilija Belošević (SRB), Zoran Šutulović (MNE), Sreten Radović (CRO) |  |

| Septiembre 18 | Turquía                                             | 74–76                                              | Grecia                                             | |  |
| 18:15         | Parciales: 14–17, 12–12, 20–18, 19–18 (T.E.: 9–11)  | Parciales: 14–17, 12–12, 20–18, 19–18 (T.E.: 9–11) | Parciales: 14–17, 12–12, 20–18, 19–18 (T.E.: 9–11) | |  |
|               | Estadísticas Türkoğlu, Onan 13 İlyasova 7 Tunçeri 5 | Report Pts Reb Asts                                | Estadísticas Spanoulis 23 Fotsis 13 Spanoulis 7    | Pabellón: Spodek, Katowice Asistencia: 6,000 espectadores Árbitros: Shmuel Bachar (ISR), Guerrino Cerebuch (ITA), Milivoje Jovcic (SRB) |  |

| Septiembre 18 | Eslovenia                                       | 67–65                                | Croacia                                                       | |  |
| 21:00         | Parciales: 18–25, 21–22, 14–3, 14–15            | Parciales: 18–25, 21–22, 14–3, 14–15 | Parciales: 18–25, 21–22, 14–3, 14–15                          | |  |
|               | Estadísticas E. Lorbek 27 E. Lorbek 8 Lakovič 5 | Report Pts Reb Asts                  | Estadísticas Roko Leni Ukić 21 7 tied with 3 Roko Leni Ukić 5 | Pabellón: Spodek, Katowice Asistencia: 5,500 espectadores Árbitros: Romualdas Brazauskas (LTU), Lazaros Voreadis (GRE), Daniel Hierrezuelo (ESP) |  |

### Semifinales
| Septiembre 19 | España                                     | 82–64                                 | Grecia                                                               | |  |
| 18:30         | Parciales: 26–21, 23–19, 15–11, 18–13      | Parciales: 26–21, 23–19, 15–11, 18–13 | Parciales: 26–21, 23–19, 15–11, 18–13                                | |  |
|               | Estadísticas P. Gasol 18 Reyes 7 Cabezas 4 | Report Pts Reb Asts                   | Estadísticas Bourousis 11 Fotsis 10 Spanoulis, Bourousis, Calathes 2 | Pabellón: Spodek, Katowice Asistencia: 8,000 espectadores Árbitros: Guerrino Cerebuch (ITA), Ilija Belošević (SRB), Robert Lottermoser (GER) |  |

| Septiembre 19 | Serbia                                                               | 96–92                                               | Eslovenia                                           | |  |
| 21:00         | Parciales: 11–19, 24–26, 21–12, 23–22 (T.E.: 17–13)                  | Parciales: 11–19, 24–26, 21–12, 23–22 (T.E.: 17–13) | Parciales: 11–19, 24–26, 21–12, 23–22 (T.E.: 17–13) | |  |
|               | Estadísticas Teodosić 32 Marković 8 Teodosić, Veličković, Marković 4 | Report Pts Reb Asts                                 | Estadísticas E. Lorbek 25 E. Lorbek 10 Lakovic 5    | Pabellón: Spodek, Katowice Asistencia: 8,500 espectadores Árbitros: Juan Arteaga (ESP), Sreten Radovic (CRO), Tomas Jasevicius (LTU) |  |

### Puestos 5º al 8º
| Fecha    | Hora² | Partido¹ | Partido¹ | Partido¹ | Resultado |
| -------- | ----- | -------- | -------- | -------- | --------- |
| 20.09.09 | 14:15 | Turquía  | -        | Rusia    | 66-89     |
| 20.09.09 | 12:00 | Francia  | -        | Croacia  | 69-62     |

### Tercer y cuarto puesto
| Septiembre 20 | Grecia                                               | 57–56                                 | Eslovenia                                    |                                                           |  |
| 18:30         | Parciales: 16–13, 15–11, 11–13, 15–19                | Parciales: 16–13, 15–11, 11–13, 15–19 | Parciales: 16–13, 15–11, 11–13, 15–19        |                                                           |  |
|               | Estadísticas Schortsanitis 23 Bourousis 7 Calathes 4 | Report Pts Reb Asts                   | Estadísticas Lakovic 16 E. Lorbek 9 Slokar 4 | Pabellón: Spodek, Katowice Asistencia: 9,000 espectadores |  |

#### Final
| Septiembre 20 | España                                     | 85–63                                 | Serbia                                                       |                                                                                                 |  |
| 21:15         | Parciales: 24–14, 28–15, 15–15, 18–19      | Parciales: 24–14, 28–15, 15–15, 18–19 | Parciales: 24–14, 28–15, 15–15, 18–19                        |                                                                                                 |  |
|               | Estadísticas Gasol 18 Gasol 11 Garbajosa 4 | Report Pts Reb Asts                   | Estadísticas Tripković & Veličković 15 Veličković 5 Krstić 3 | Pabellón: Spodek, Katowice Asistencia: 11,000 espectadores Árbitros: Romualdas Brazauskas (LTU) |  |

## Medallero
|        |        |        |
| España | Serbia | Grecia |

## Clasificación final
| 1. - España               |
| 2. - Serbia               |
| 3. - Grecia               |
| 4. - Eslovenia            |
| 5. - Francia              |
| 6. - Croacia              |
| 7. - Rusia                |
| 8. - Turquía              |
| 9. - Polonia              |
| 10. - Macedonia del Norte |
| 11. - Alemania            |
| 12. - Lituania            |
| 13. - Letonia             |
| 14. - Israel              |
| 15. - Gran Bretaña        |
| 16. - Bulgaria            |

- Los 6 primeros clasificados obtuvieron las plazas europeas directas para el Mundial 2010, además de Turquía, como país organizador.

## Quinteto ideal y MVP
| España    | Pau Gasol           |
| España    | Rudy Fernández      |
| Eslovenia | Erazem Lorbek       |
| Grecia    | Vasileios Spanoulis |
| Serbia    | Miloš Teodosić      |

- Pau Gasol además fue escogido como el Mejor Jugador del Torneo "MVP" y fue el Máximo Anotador con 18,8 puntos de media por partido.

## Plantilla de los cuatro primeros clasificados
Medalla de Oro:
España: Pau Gasol, Rudy Fernández, Juan Carlos Navarro, Raül López, Carlos Cabezas, Ricky Rubio, Sergio Llull, Álex Mumbrú, Jorge Garbajosa, Marc Gasol, Víctor Claver, Felipe Reyes (Entrenador: Sergio Scariolo)
Medalla de Plata:
Serbia: Bojan Popović, Milenko Tepić, Miloš Teodosić, Ivan Paunić, Nemanja Bjelica, Stefan Marković, Uroš Tripković, Miroslav Raduljica, Nenad Krstić, Kosta Perović, Novica Veličković, Milan Mačvan (Entrenador: Dušan Ivković)
Medalla de Bronce:
Grecia: Ioannis Kalampokis, Ioannis Bourousis, Nikolaos Zisis, Vasileios Spanoulis, Nick Calathes, Antonis Fotsis, Giorgos Printezis, Andreas Glyniadakis, Kostas Kaimakoglou, Kosta Koufos, Stratos Perperoglou, Sofoklis Schortsianitis. Entrenador: Jonas Kazlauskas
Cuarto puesto:
Eslovenia: Uroš Slokar, Jaka Lakovič, Samo Udrih, Primož Brezec, Matjaž Smodiš, Jaka Klobučar, Boštjan Nachbar, Goran Dragić, Goran Jagodnik, Domen Lorbek, Jurica Golemac, Erazem Lorbek. (Entrenador:Jure Zdovc)